# Au cœur des chemins d'Europe
 (avril 2015).
 (mai 2015).
L'itinéraire CoEur - Au cœur des chemins d'Europe (Nel cuore dei cammini d'Europa), ou « le sentier qui relie » est un système de parcours de randonnée et de pèlerinage entre la Suisse et l'Italie.

## Origine du parcours
Le parcours CoEur est né dans les années 1990, quand on a retrouvé des informations à propos des voyages de Charles Borromée dans le Piémont du nord. De ces études est né l'itinéraire Chemin de Saint-Charles entre Arona, la ville natale du saint, et la Via Francigena à Viverone, dans la province de Biella.
Ce tracé a été utilisé pour dessiner l'itinéraire CoEur jusqu'à Locarno pour relier les lieux près du lac Majeur. Le parcours peut ensuite continuer jusqu'à l'abbaye d'Einsiedeln, le principal sanctuaire suisse dédié à la Vierge noire, d'où l'on peut rejoindre la ViaJacobi, la route suisse pour Compostelle.

## Les itinéraires

### LeChemin de Saint-Charles
Cette voie parcourt la route faite par saint Charles Borromée durant plusieurs pèlerinages, passant par le lac Majeur, le lac d'Orta, la Valsesia, le Biellais et le Canavais.
Douze étapes relient Arona et la Via Francigena à Viverone, passant par trois monts Sacrés et plusieurs sanctuaires.

### Via delle Genti
Cette route (voie des Gens) naît à Arona et parcourt la côte du lac Majeur jusqu'à Brissago, Locarno et Bellinzone. La voie continue idéalement jusqu'au col du Saint-Gothard, qui relie les cantons du sud (Valais et Tessin) avec les cantons du centre (Uri et Grisons).

### Via Spiritualità
Ce chemin (voie Spiritualité) relie Domodossola et Baceno avec la ville suisse de Ernen par des anciens sentiers muletiers. Dès Domodossola la route longe le fleuve Toce dans la vallée Antigorio, jusqu'au col d'Arbola, qui relie Italie et Valais, et terminant à Ernen.
La route continue de Domodossola jusqu'à Verbania en passant par Ornavasso, ville riche en pistes cyclables.

### Via del Mercato
Cette voie historique démarre à Domodossola et traverse le val Vigezzo et les Centovalli jusqu'à Locarno. La route passe sur les sentiers muletiers de l'ancienne Via del Mercato (voie du Marché), la voie que les marchands italiens et suisses utilisaient pour le commerce. Au début du XXe siècle fut construite la ligne de chemin de fer pour développer le commerce. Aujourd'hui, elle est devenue une attraction touristique.
Sur le chemin se trouve le sanctuaire de la Madonna del Sangue de Re, destination des pèlerinages de la zone, puisque le sanctuaire se trouve à mi-chemin entre la Val d'Ossola et le lac Majeur.

### Circuito di San Carlo
Dans la vallée de Cannobio, un système de sentiers a été créé reliant les villages de la vallée. Ce parcours a été nommé d'après saint Charles car il a parcouru ces voies lorsqu'il a visité la Pieve di Cannobio.

### Les sorcières de Croveo
La route reliant Baceno avec Croveo est marquée par l'histoire des sorcières qui s'est passée dans les siècles passés. Le sentier a des plaques informatives qui expliquent cette histoire et les légendes.

## Les sites Unesco
Ce parcours relie aussi neuf sites du patrimoine mondial reconnus par l'Unesco.
Deux en Suisse :
- Site fossilifère du Monte San Giorgio ;
- Trois châteaux, muraille et remparts du bourg de Bellinzone:

Sept en Italie :
- Cinq Sacri Monti du Piémont et de Lombardie :
  - Mont Sacré d'Oropa
  - Mont Sacré de Varallo
  - Mont Sacré d'Orta
  - Mont Sacré de la Sainte Trinité de Ghiffa
  - Mont Sacré de Domodossola

- Deux Sites palafittiques préhistoriques autour des Alpes :
  - VI.1-Emissario près de Viverone
  - Site près des Lagoni di Mercurago (Arona)

## Les réserves naturelles
Sur le parcours, il y a nombreux parcs et réserves naturelles qui l'enrichissent.
- Parc National du Locarnese (CH) - Dessiné[5]
- Réserve forestière de Palagnedra (CH)[6]
- Réserve forestière du Bois Sacré de Mergugno (CH)[7]
- Réserve naturelle des Bolle de Magadino (CH)
- Parc National du Val Grande
- Parc naturel des Lagoni de Mercurago
- Parc naturel du Mont Fenera
- Parc naturel de l'Alpe Veglia-Alpe Devero
- Parc naturel de l'Alta Valle Antrona
- Réserve naturelle Fondo Toce
- Réserve naturelle du Parco Burcina - Felice Piacenza
- Réserve naturelle de la Bessa
- Réserve naturelle du Mont Sacré de Varallo
- Réserve naturelle du Mont Sacré de Domodossola
- Réserve naturelle du Mont Sacré de Ghiffa
- Réserve naturelle du Mont Sacré de Orta
- Réserve naturelle du Mont Sacré de Oropa
- Zone protégée de l'Oasi Zegna
- SIC de la Valsessera
- SIC du Grève du Toce entre Domodossola et Villadossola